# Waipoua
Genre
Waipoua est un genre d'araignées aranéomorphes de la famille des Orsolobidae.

## Distribution
Les espèces de ce genre sont endémiques de Nouvelle-Zélande.

## Liste des espèces
Selon World Spider Catalog (version 15.5, 4/11/2014) :
- Waipoua gressitti (Forster, 1964)
- Waipoua hila Forster & Platnick, 1985
- Waipoua insula Forster & Platnick, 1985
- Waipoua montana Forster & Platnick, 1985
- Waipoua otiana Forster & Platnick, 1985
- Waipoua ponanga Forster & Platnick, 1985
- Waipoua toronui Forster & Platnick, 1985
- Waipoua totara (Forster, 1956)

## Publication originale
- Forster & Platnick, 1985 : A review of the austral spider family Orsolobidae (Arachnida, Araneae), with notes on the superfamily Dysderoidea. Bulletin of the American Museum of Natural History, no 181, p. 1-229 (texte intégral).